# Pimoa altioculata
Espèce
Synonymes
- Labulla altioculata Keyserling, 1886
- Labulla utahana Gertsch & Ivie, 1936

Pimoa altioculata est une espèce d'araignées aranéomorphes de la famille des Pimoidae.

## Distribution
Cette espèce se rencontre aux États-Unis dans l'Ouest du Washington, dans l'Ouest de l'Oregon, dans l'extrême Nord de la Californie et dans le Sud de l'Alaska et au Canada dans l'Ouest de la Colombie-Britannique,.

## Description
Les mâles mesurent de 2,1 à 3,4 mm et les femelles de 2,1 à 4,0 mm.

## Publication originale
- Keyserling, 1886 : Die Spinnen Amerikas. Theridiidae. Nürnberg, vol. 2, p. 1-295 (texte intégral).